# 箕田村 (三重県)
箕田村（みだむら）は三重県河芸郡にあった村。現在の鈴鹿市の北東部、伊勢湾の沿岸、近鉄名古屋線・箕田駅の周辺にあたる。

## 地理
- 海洋：伊勢湾
- 河川：一本木川、二本木川

## 歴史
- 1889年（明治22年）4月1日 - 町村制の施行により、河曲郡上箕田村・林崎村・南林崎村・中箕田村・下箕田村・南堀江村・北堀江村の区域をもって発足。
- 1896年（明治29年）4月1日 - 所属郡が河芸郡に変更。
- 1942年（昭和17年）12月1日 - 白子町・神戸町・稲生村・飯野村・河曲村・一ノ宮村・玉垣村・若松村・鈴鹿郡国府村・庄野村・高津瀬村・牧田村・石薬師村と合併して鈴鹿市が発足。同日箕田村廃止。

## 交通

### 鉄道路線
- 関西急行鉄道（現・近畿日本鉄道）
  - 名古屋線（現・近鉄名古屋線）
    - 箕田駅